# Улица Труда (Челябинск)
У́лица Труда́ — одна из улиц в центре Челябинска, исторически первая улица, возникшая в городе.

## Происхождение и исторические названия улицы
Нынешняя улица Труда появилась как Береговая улица между стенами Челябинской крепости и рекой Миасс, до переименования в 1920 году состояла из двух улиц — Сибирской (восточнее нынешней улицы Кирова) и Ивановской (западнее). Улица была значительно расширена в 50—70-е годы XX века, согласно генплану 1967 года, к концу XX века должна была принять на себя статус главной улицы города вместо проспекта Ленина.

## Расположение
Улица проходит с востока на запад в широтном направлении. Идёт по набережной вдоль правого берега реки Миасс. Пересекает следующие улицы: 3 Интернационала, Могильникова, Российскую, Красноармейскую, Свободы, Пушкина, Советскую, Цвиллинга, Кирова, Елькина, Красную, Свердловский проспект, Володарского, Клары Цеткин, Энгельса, Северо-Крымскую.

## Роль в инфраструктуре города

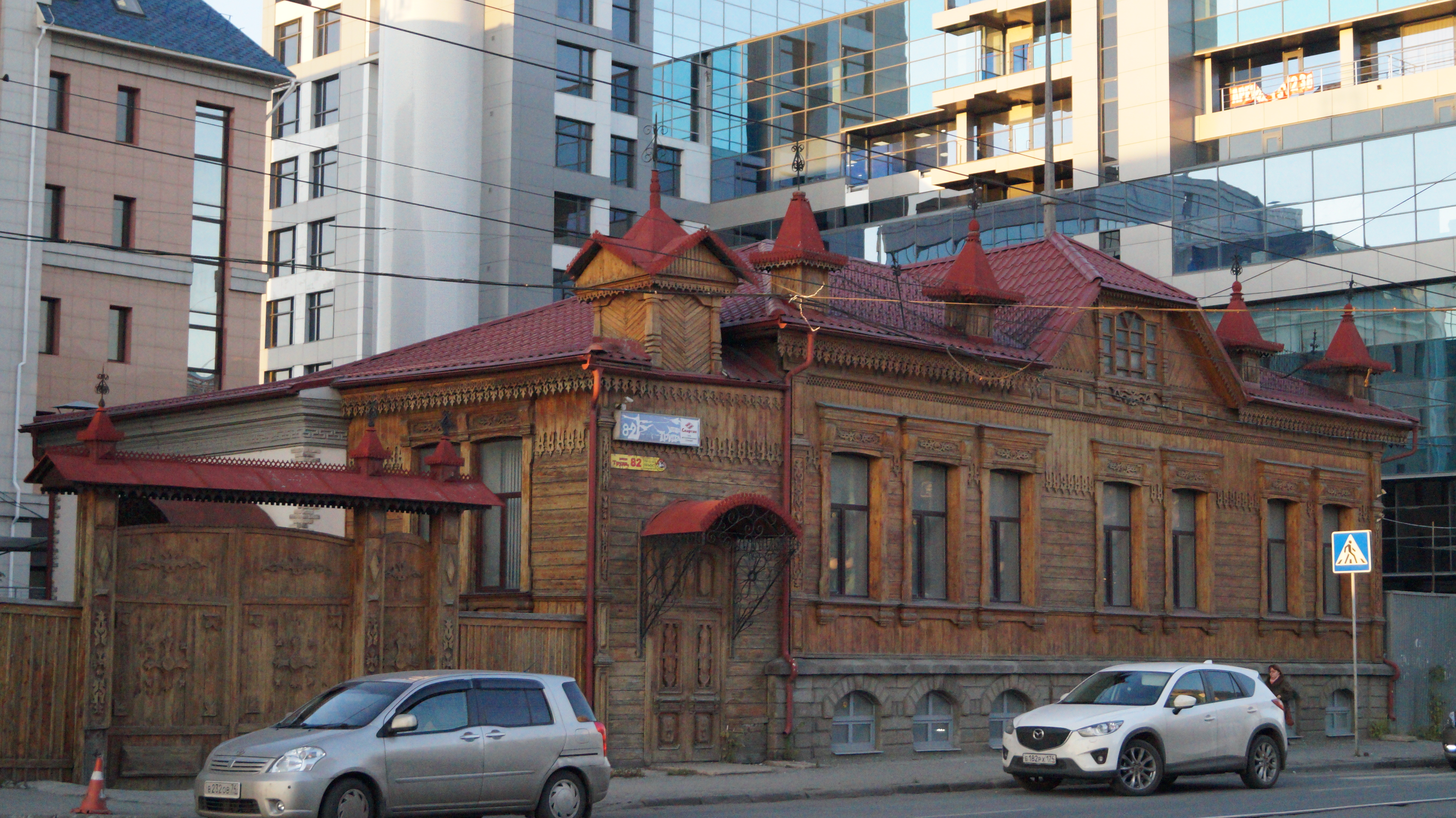
Дом Крашенинниковых перестроенный братьями Степановыми (ул. Труда, 82)

На улице находится большое число значимых учреждений культуры, спортивных учреждений и административных зданий Челябинска, выставочные залы, магазины, кафе и рестораны. В том числе Челябинский государственный краеведческий музей, концертный зал имени С. С. Прокофьева и один из самых крупных отелей Челябинска «Малахит». На улице расположены ряд зданий, являющихся объектами культурного наследия. По улице Труда находится самое старое, из сохранившихся домов Челябинска, — Дом В. Г. Жуковского.

## Транспорт
Улица проходит параллельно магистральным улицам — проспекту Ленина, и Братьев Кашириных. Основная транспортная нагрузка на улицу приходится на участок от улицы Энгельса до моста на Северо-Крымскую улицу, где по ней проходит поток в сторону северо-западного жилого массива. В центре, от площади Павших революционеров до площади Искусств, улица очень узкая, особенно она перегружена на перекрёстке с улицей Кирова, которая южнее улицы Труда закрыта для движения транспорта с 2004 года.
По улице Труда курсирует общественный транспорт: трамвай (от улицы Первой пятилетки до Свердловского проспекта), троллейбус (от Свердловского проспекта до улицы Северо-Крымской), автобус, маршрутное такси. На улице Труда на перекрёстке с улицей Кирова со временем должен появиться дополнительный вход на станцию строящегося челябинского метрополитена «Торговый центр», находящуюся под рекой.

## Исторические здания
- Особняк Данцигера
- Дом Первухина — Колбина
- Дом братьев Степановых
- Дом В. Г. Жуковского
- Особняк Яушевых
- Пассаж Яушевых

## Памятники
- Памятный камень павшим революционерам
- Памятник Прокофьеву
- Мемориал солдатам правопорядка

## Факты
- Рядом с краеведческим музеем в настоящее время находится памятник композитору С. С. Прокофьеву, напротив входа в Концертный зал, названный его именем. Постамент для этого памятника был подготовлен в 1986 году к празднованию 250-летия Челябинска, с сентября 1986 года по 1988 год на постаменте находился памятник Первостроителю — стилизованному образу строителя Челябинской крепости, стоящему поверх башенной стены и вглядывающемуся вдаль. Авторами памятника были скульптор Л. Н. Головницкий и архитектор В. Н. Фитковский. Этот памятник был изготовлен из гипса и окрашен, однако быстро пришёл в негодность и разрушился, отливать его в бронзе не стали. Однако памятник запечатлён на многих публикациях, выпущенных к юбилею города[8].